# The Blueprint
The Blueprint je šesté studiové album amerického rappera Jay-Z. Album bylo nahráno u vydavatelství Roc-A-Fella Records a Def Jam Recordings, a vydáno 11. září 2001.

## O albu
Oproti popovému zvuku předchozích alb, The Blueprint obsahuje hudbu založenou na samplech soulové hudby. Produkce pochází převážně od hudebních producentů Kanye Westa a Just Blaze.
Během nahrávání alba Jay-Z čelil dvěma soudním procesům, a to z nelegálního držení zbraně a napadení. Současně vedl mediální spory s rappery jako Nas, Prodigy a Jadakiss.
Jediným hostujícím umělcem na albu byl Eminem na písni "Renegade", kterou i produkoval. Na jiných písních jsou použity vokály soulových umělců, z jejichž písní byly použity samply.

### Singly
Jako první singl byla vydána píseň "Izzo (H.O.V.A.)", umístil se na 8. příčce žebříčku Billboard Hot 100, jako svého času nejúspěšnější singl od Jay-Z. Úspěch zaznamenal i ve Spojeném království.
Druhý singl "Girls, Girls, Girls" se umístil na 17. příčce v Billboard Hot 100 a na 11. ve Spojeném království.
Třetí singl "Jigga That Nigga" byl vydán jen v USA, kde se umístil na 66. příčce.
Posledním singlem byla píseň "Song Cry", vydaná také jen v USA, ale do hitparády se již nedostala.

## Po vydání
Album bylo vydáno 11. září 2001, kdy v New Yorku a Washingtonu proběhly teroristické útoky vedené organizací Al-Káida. I přesto se o první týden prodeje v USA prodalo 420 000 kusů alba. Album tím debutovalo na první příčce žebříčku Billboard 200. Celkem se v USA, k únoru 2012, prodalo 2,7 milionů kusů a album získalo certifikaci 2x platinová deska.

## Seznam skladeb
| Pořadí | Název                                            | Hudba        | Délka |
| ------ | ------------------------------------------------ | ------------ | ----- |
| 1.     | The Ruler's Back                                 | Bink         | 3:50  |
| 2.     | Takeover                                         | Kanye West   | 5:13  |
| 3.     | Izzo (H.O.V.A.)                                  | Kanye West   | 4:00  |
| 4.     | Girls, Girls, Girls                              | Just Blaze   | 4:35  |
| 5.     | Jigga That Nigga                                 | Trackmasters | 3:24  |
| 6.     | U Don't Know                                     | Just Blaze   | 3:19  |
| 7.     | Hola' Hovito                                     | Timbaland    | 4:33  |
| 8.     | Heart of the City (Ain't No Love)                | Kanye West   | 3:43  |
| 9.     | Never Change                                     | Kanye West   | 3:59  |
| 10.    | Song Cry                                         | Just Blaze   | 5:04  |
| 11.    | All I Need                                       | Bink         | 4:29  |
| 12.    | Renegade (ft. Eminem)                            | Eminem       | 5:38  |
| 13.    | Blueprint (Momma Loves Me)                       | Bink         | 3:41  |
| 14.    | Breathe Easy (Lyrical Exercise) (Skrytá skladba) | Just Blaze   | 3:45  |
| 15.    | Girls, Girls, Girls, pt. 2 (Skrytá skladba)      | Kanye West   | 4:14  |

## Samply
- "The Ruler's Back" obsahuje části písně "If" od Jackie Moore.
- "Takeover" obsahuje části písní "Five to One" od The Doors a "Sound of da Police" od KRS-One.
- "Izzo (H.O.V.A.)" obsahuje části písně "I Want You Back" od Jackson 5.
- "Girls, Girls, Girls" obsahuje části písní "There's Nothing in This World That Can Stop Me from Loving You" od Tom Brock a "High Power Rap" od Crash Crew.
- "U Don't Know" obsahuje části písně "I'm Not to Blame" od Bobby Byrd.
- "Heart of the City (Ain't No Love)" obsahuje části písně "Ain't No Love in the Heart of the City" od Bobby Blue Bland.
- "Never Change" obsahuje části písně "Common Man" od David Ruffin.
- "Song Cry" obsahuje části písně "Sounds Like a Love Song" od Bobby Glenn.
- "All I Need" obsahuje části písně "I Can't Break Away" od Natalie Cole.
- "Renegade" je remake písně "Renegades" od Bad Meets Evil.
- "Blueprint (Momma Loves Me)" obsahuje části písně "Free at Last" od Al Green.